# 18059 Cavalieri
18059 Cavalieri este un asteroid din centura principală de asteroizi.

## Descriere
18059 Cavalieri este un asteroid din centura principală de asteroizi. A fost descoperit pe 15 decembrie 1999 la Prescott (Arizona) de Paul G. Comba. Asteroidul prezintă o orbită caracterizată de o semiaxă mare de 2,70 ua, o excentricitate de 0,06 și o înclinație de 8,8° în raport cu ecliptica.